# Antonio Zoilo Vázquez

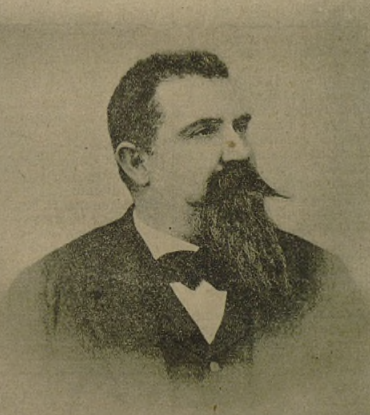
Antonio Zoilo Vázquez

Antonio Zoilo Vázquez Marjaliza (Ciudad Real, 27 de julio de 1842 — Ciudad Real, 27 de julio de 1913) fue un político y periodista carlista español, hijo del general carlista Fernando Vázquez Orcall y padre del pintor Carlos Vázquez Úbeda.
De profesión notario, residió en Ciudad Real y era familiar del cabecilla carlista Regino Mergeliza de Vera y del escritor y periodista Ignacio López Mergeliza (1867-1943). Fue jefe regional del partido tradicionalista de Ciudad Real. En 1872 fundó en esta ciudad el diario El Legitimista Manchego y al estallar la tercera guerra carlista organizaría en ese mismo año una partida de dieciséis jinetes.
Tras el fracaso de la sublevación carlista en La Mancha, emigró a Portugal, donde permaneció hasta el final de la guerra. Posteriormente ejerció en Ciudad Real de procurador de los tribunales y agente de negocios y llegaría ser teniente alcalde del Ayuntamiento.
Dirigió también otro periódico de tendencia carlista, El Manchego (1886-1897), fundado por Álvaro Maldonado. Casó con Matilde Úbeda y uno de sus hijos fue el pintor Carlos Vázquez Úbeda. Murió en 1913.